# CXCL13
C-X-C motif chemokine 13 ist ein Protein aus der Gruppe der Chemokine. Analog zu anderen Chemokinen ist es primär an der Migration von Zellen durch den Körper beteiligt. CXCL13 dient insbesondere Immunzellen als Leitsubstanz, um in die Follikel sekundärer lymphatischer Organe (z. B. Milz oder Lymphknoten) einzuwandern. CXCL13 wirkt über die Bindung an den Rezeptor CXCR5. Zellen die CXCR5 auf ihrer Oberfläche zeigen, wandern dadurch in die lymphatischen Organe ein und können sich an der Immunreaktion beteiligen.

## Funktion

### Milz
Die B-Zonen (Follikel) von Milz und Lymphknoten sind charakterisiert durch hohe Konzentrationen von CXCL13. Dieses wird von den dort lokalisierten follikulären dendritischen Zellen sezerniert. So bildet sich ein Konzentrationsgradient zwischen Lymph- und Blutgefäßen mit niedrigen Konzentrationen und den lymphatischen Organen mit hohen CXCL13-Konzentration aus. B-Zellen innerhalb der Gefäße, die CXCR5 an ihrer Oberfläche tragen, folgen diesem Konzentrationsgradienten aus den Gefäßen bis in die Follikel hinein. Dort durchlaufen sie verschiedene Reifungsschritte zur Ausbildung von hoch-affinen Antikörpern. Die daraus resultierenden Plasmablasten regulieren CXCR5 auf ihrer Oberfläche herunter und verlassen dadurch die B-Zone. Durch Expression von CXCR4 wandern sie in die CXCL12-reichen Markstränge (Lymphknoten) bzw. rote Pulpa (Milz). Dort siedeln sie sich an und sezernieren ihre Antikörper direkt in den systemischen Körperkreislauf.

### Darm
Auch im Dünndarm wird CXCL13 in Peyer’schen Plaques produziert. Dadurch wird die Einwanderung von Zellen aus dem Blut über hoch-endotheliale Venolen (HEV) in die Plaque-Architektur induziert.

### Ausbildung von sekundären lymphatischen Organen
Die CXCR5-CXCL13-Achse ist essentiell für die Unterteilung von lymphatischen Organen in B- und T-Zone. Lymphatische Organe von Mäusen ohne CXCR5 (cxcr5–/–) zeigen keine Follikel und sind insgesamt deutlich kleiner. Lymphknoten und Peyer’sche Plaques sind in diesen Tieren nicht zu finden.
Körperhöhlen
CXCL13 wird konstitutiv in serösen Körperhöhlen (Peritoneal-, Pleura- und Perikard-Höhle) produziert und bewirkt eine Zirkulation von Immunzellen durch diese Höhlen.

### Entzündliche Prozesse
Im Rahmen von entzündlichen Prozessen kann es zu einer lokalen Ausbildung von neo-lymphatischen Gewebe kommen, welches über die Produktion von CXCL13 verschiedene Immunzellen rekrutieren kann. Dadurch wird die lokale Immunreaktion vorangetrieben.

## Struktur
Als CXC-Chemokin besitzt es vier Cysteine, von denen die ersten beiden eine beliebige Aminosäure X dazwischen aufweisen, gefolgt von 24 Aminosäuren bis zum dritten Cystein und 15 Aminosäuren zwischen dem dritten und dem vierten Cystein.